# Washburn (Illinois)
Washburn – wieś w Stanach Zjednoczonych, w stanie Illinois, w hrabstwie Woodford.